# Comuna Fužine, Primorje-Gorski kotar
Fužine este o comună în cantonul Primorje-Gorski kotar, Croația, având o populație de 1.592 de locuitori (2011).

## Demografie
Componența etnică a comunei Fužine
     Croați (93,34%)
     Sârbi (2,89%)
     Necunoscut (0,44%)
     Neclasificat (2,45%)
Componența confesională a comunei Fužine
     Catolici (85,87%)
     Fără religie și atei (5,28%)
     Ortodocși (3,96%)
     Musulmani (1,76%)
     Agnostici și sceptici (1,19%)
     Necunoscută (1,57%)
     Alte religii (0,38%)
Conform recensământului din 2011, comuna Fužine avea 1.592 de locuitori. Din punct de vedere etnic, majoritatea locuitorilor (93,34%) erau croați, cu o minoritate de sârbi (2,89%). Apartenența etnică nu este cunoscută în cazul a 0,44% din locuitori. Din punct de vedere confesional, majoritatea locuitorilor (85,87%) erau catolici, existând și minorități de persoane fără religie și atei (5,28%), ortodocși (3,96%), musulmani (1,76%) și agnostici și sceptici (1,19%). Pentru 1,57% din locuitori nu este cunoscută apartenența confesională.